# Amharische Literatur
Die Amharische Literatur ist die Literatur der Amharen in amharischer Sprache. Es ist ein Zweig der äthiopischen Literatur (abessinischen Literatur), d. h. der Literatur Äthiopiens (früher Abessinien).
Ab dem 16. Jahrhundert entstand allmählich eine neue amharische Literatur, die sich der lebendigen amharischen Volkssprache bediente: Heldenlieder, Fabeln, Gleichnisse und Geschichten. Zu den Schriftstellern des 19. und 20. Jahrhunderts, die die amharische Volkssprache kultivierten, gehören Tekle Haymanot, der eine Geschichte Äthiopiens schrieb, die Historiker Saneb und Walda-Mariam und verschiedene Romanciers wie Afevork und andere Schriftsteller, die versuchten, eine originäre äthiopische Literatur nach dem Vorbild der westeuropäischen Literatur zu schaffen.
Mit der Wiederherstellung der Unabhängigkeit Äthiopiens nach der italienischen Besatzung 1936–41 erlebte die amharische Literatur einen großen Aufschwung. Kaiser Haile Selassie ermutigte die Autoren, viele verschiedene Bücher zu verfassen, vor allem zu moralischen und patriotischen Themen. Bedeutende Schriftsteller dieser Zeit waren Makonnen Endelkachew (der allegorische Romane und Theaterstücke schrieb), Kebede Mikael (Versdramen, einige historische und biografische Werke) und Tekle Tsodeq Makuria (historische Werke).